# Bulbostylis psammophila
Bulbostylis psammophila är en halvgräsart som beskrevs av Henri Chermezon. Bulbostylis psammophila ingår i släktet Bulbostylis och familjen halvgräs. Inga underarter finns listade i Catalogue of Life.